# 諏訪神社 (東京都北区)
諏訪神社（すわじんじゃ）は東京都北区の神社。地名を冠して袋諏訪神社（ふくろすわじんじゃ）とも称される。
現在は東方近隣にある赤羽八幡神社の兼務社となっている。

## 概要
1396年（応永3年）に創建された。真頂院を開山した秀善が諏訪大社より勧請したという。創建の経緯から真頂院が別当寺になっていた。袋村の鎮守であった。
境内からは、過去に弥生土器や土師器が出土している。

## 交通アクセス
- 北赤羽駅より徒歩7分。